# Коул-Гарбор 30
Коул-Гарбор 30 (англ. Cole Harbour 30) — індіанська резервація в Канаді, у провінції Нова Шотландія, у межах графства Галіфакс.

## Населення
За даними перепису 2016 року, індіанська резервація нараховувала 203 особи, показавши зростання на 4,6%, порівняно з 2011-м роком. Середня густина населення становила 1 079,8 осіб/км².
З офіційних мов обидвома одночасно володіли 10 жителів, тільки англійською — 190. Усього 5 осіб вважали рідною мовою не одну з офіційних.
Працездатне населення становило 40% усього населення, рівень безробіття — 14,3%.

## Клімат
Середня річна температура становить 6,8°C, середня максимальна – 22,4°C, а середня мінімальна – -10,3°C. Середня річна кількість опадів – 1 419 мм.
| Клімат поселення                              | Клімат поселення | Клімат поселення | Клімат поселення | Клімат поселення | Клімат поселення | Клімат поселення | Клімат поселення | Клімат поселення | Клімат поселення | Клімат поселення | Клімат поселення | Клімат поселення | Клімат поселення |
| Показник                                      | Січ.             | Лют.             | Бер.             | Квіт.            | Трав.            | Черв.            | Лип.             | Серп.            | Вер.             | Жовт.            | Лист.            | Груд.            |                  |
| Середній максимум, °C                         | 0,21             | 0,34             | 4,28             | 9,63             | 14,95            | 19,85            | 22,32            | 22,40            | 18,64            | 13,17            | 8,32             | 2,31             |                  |
| Середня температура, °C                       | −5,06            | −4,9             | −0,96            | 4,38             | 9,70             | 14,61            | 18,46            | 18,54            | 14,78            | 9,29             | 4,46             | −1,55            |                  |
| Середній мінімум, °C                          | −10,29           | −10,16           | −6,22            | −0,87            | 4,44             | 9,35             | 14,58            | 14,68            | 10,91            | 5,43             | 0,60             | −5,42            |                  |
| Норма опадів, мм                              | 134              | 109              | 127              | 113              | 112              | 107              | 104              | 100              | 96               | 127              | 141              | 149              |                  |
| Середньомісячна швидкість вітру, м/с          | 5.67             | 5.62             | 5.46             | 5.07             | 4.47             | 4.10             | 3.71             | 3.68             | 4.20             | 5.02             | 5.33             | 5.84             |                  |
| Середньомісячна сонячна радіація, кДж/м²·день | 5143             | 8223             | 12019            | 14957            | 18059            | 20375            | 20116            | 17914            | 13808            | 8895             | 5242             | 3981             |                  |
| --------------------------------------------- | ---------------- | ---------------- | ---------------- | ---------------- | ---------------- | ---------------- | ---------------- | ---------------- | ---------------- | ---------------- | ---------------- | ---------------- | ---------------- |
| Джерело:                                      |                  |                  |                  |                  |                  |                  |                  |                  |                  |                  |                  |                  |                  |